# George and Tammy Super Hits
Albums de George Jones et Tammy Wynette
The Bradley Barn Sessions
(1994) One
(1995)
George and Tammy Super Hits est une compilation des artistes américains de musique country George Jones et Tammy Wynette. Cet album est sorti le 2 mai 1995 sur le label Epic Records. Cet album a été certifié Disque d'or le 12 septembre 1995 par la RIAA.

## Liste des pistes
| No  | Titre                   | Auteur | Durée |
| --- | ----------------------- | ------ | ----- |
| 1.  | Golden Ring             |        | 3:03  |
| 2.  | We're Gonna Hold On     |        | 2:59  |
| 3.  | When I Stop Dreaming    |        | 3:17  |
| 4.  | We Go Together          |        | 2:31  |
| 5.  | Southern California     |        | 2:53  |
| 6.  | (We're Not) The Jet Set |        | 2:27  |
| 7.  | Two Story House         |        | 2:42  |
| 8.  | Something to Brag About |        | 2:15  |
| 9.  | My Elusive Dreams       |        | 3:37  |
| 10. | The Ceremony            |        | 3:04  |

## Positions dans les charts
Single - Billboard (Amérique du nord)
| Année | Single                  | Chart           | Position |
| ----- | ----------------------- | --------------- | -------- |
| 1974  | (We're Not) The Jet Set | Singles country | 15       |